# Palác Hrzánů z Harasova
Hrzánský palác, resp. palác Hrzánů z Harasova je vrcholně barokní stavba stojící na adrese Celetná 558/12, Kamzíková 558/8, Staré Město, Praha 1. Je od roku 1964 chráněn jako kulturní památka České republiky.

## Historie paláce

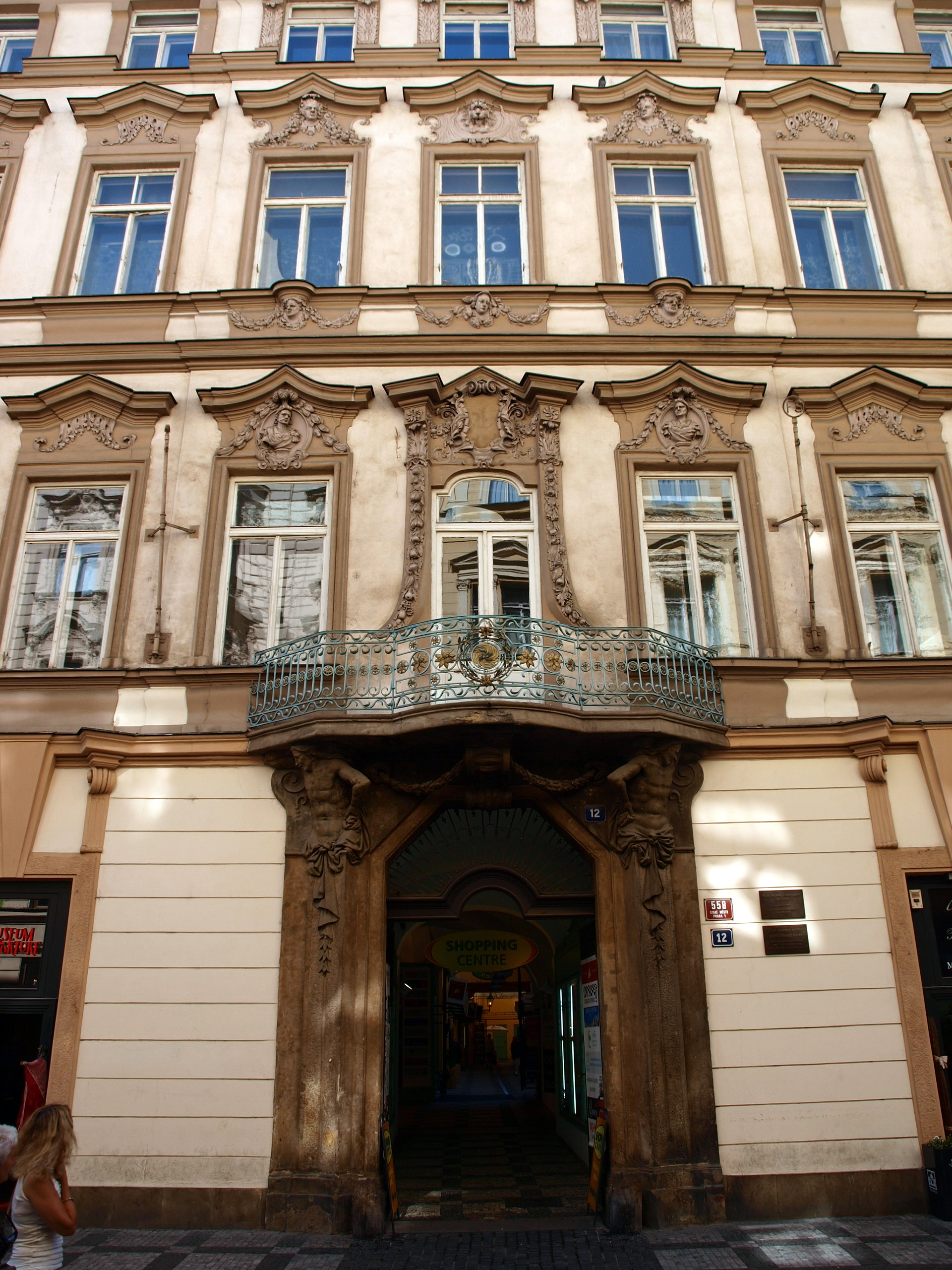
Portál paláce

V místech dnešního paláce stával ve 12. století románský dům, který byl postupně přestavován, nejprve ve slohu vrcholné gotiky, a v 16. století byl pravděpodobně renesančně upraven.
Majitelem paláce se roku 1701 stal hrabě Zikmund Valentin Hrzán z Harasova (1668–1726), který jej nechal přestavět ve stylu vrcholného baroka. Autorem přestavby zahájené v roce 1702 byl zřejmě Giovanni Battista Alliprandi a přestavba byla dokončena až po jeho smrti, kolem roku 1723, kdy se majiteli stali Kinští.
Na konci 18. století se majiteli paláce stali Vrtbové, a v roce 1801 nechali přistavět v další poschodí v nádvorní části paláce (stavitelem byl Josef Zobel). Dalšími majiteli byli od roku 1839 Lobkovicové. Ti nechali v palácovém nádvoří vybudovat klasicistní pavlače.
Palác se později změnil na činžovní dům. V roce 1911 byly přestavěny interiéry v patrech a byla nově postavena dvorní křídla.
Podle pamětních desek na paláci zde v letech 1906–1912 měli textilní velkoobchod Hermann a Julie Kafkovi, rodiče Franze Kafky, a po nich v letech 1912–1939 František Stadler.

## Architektura

### Vnější části
Hrzánský palác se skládá ze čtvercové třípatrové hlavní budovy, dvou bočních křídel, příčného a zadního křídla, která společně rozdělují prostor do dvou dvorků. Zadní křídlo sahá až do ulice Kamzíkové. Hlavní průčelí do Celetné ulice se sedmiosou fasádou zdobí vrcholně barokní portál s dvojicí atlantů po bocích, nesoucích balkon s klasicistním zábradlím. Portál je vchodem do tzv. Hrzánské pasáže, která prochází oběma dvory a ústí v Kamzíkové.

### Interiéry
Sklepení paláce je tvořeno zčásti přízemím původního domu s křížovou románskou klenbou, druhá část sklepení je pozdější, z gotického období.
V interiéru se dochovaly vrcholně barokní klenby v přízemí hlavní budovy, zatímco místnosti ve vyšších poschodích byly stejně jako další křídla přestavěny na počátku 20. století.

## Galerie

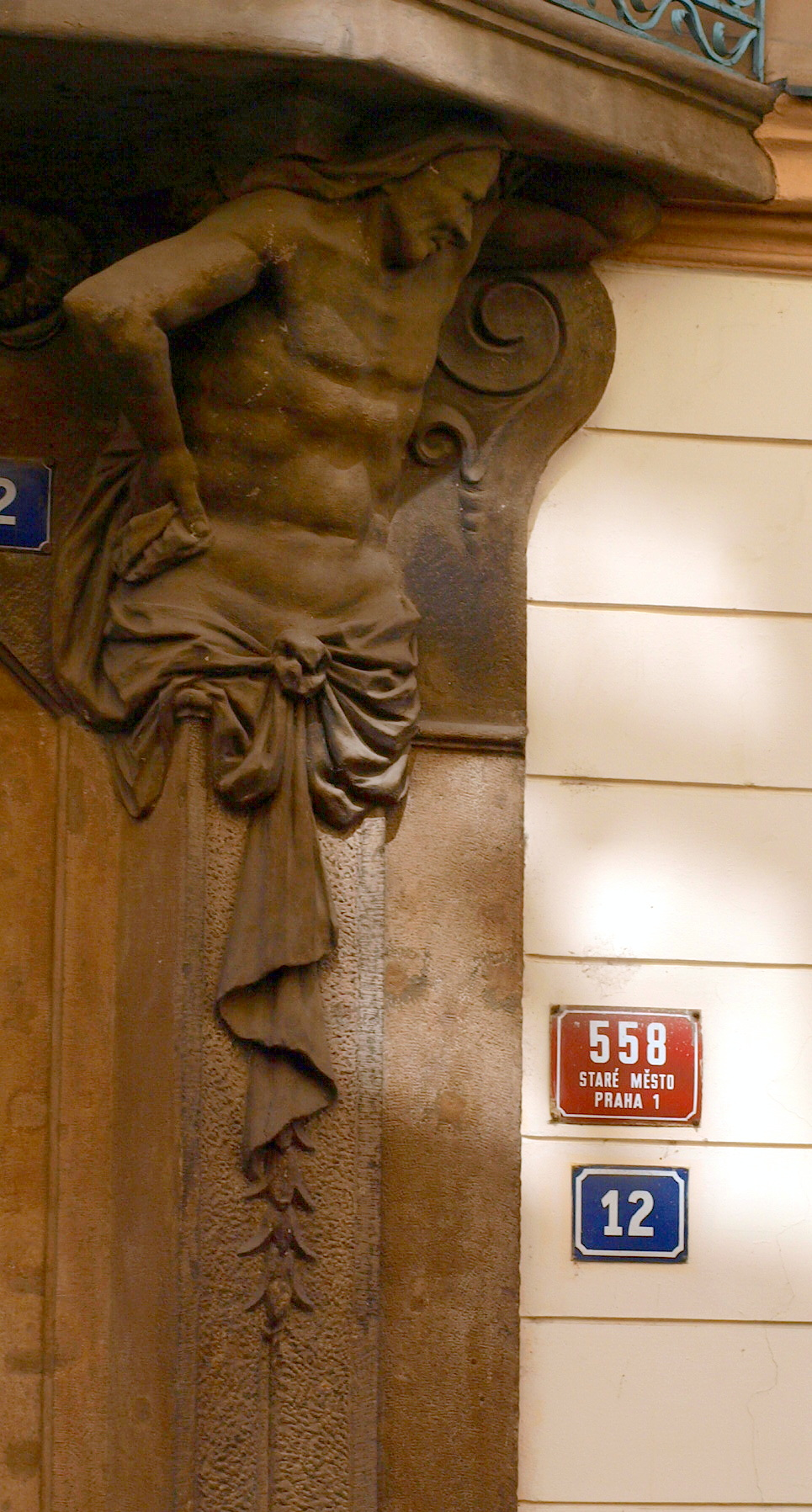
Skulptura atlanta nesoucího balkon
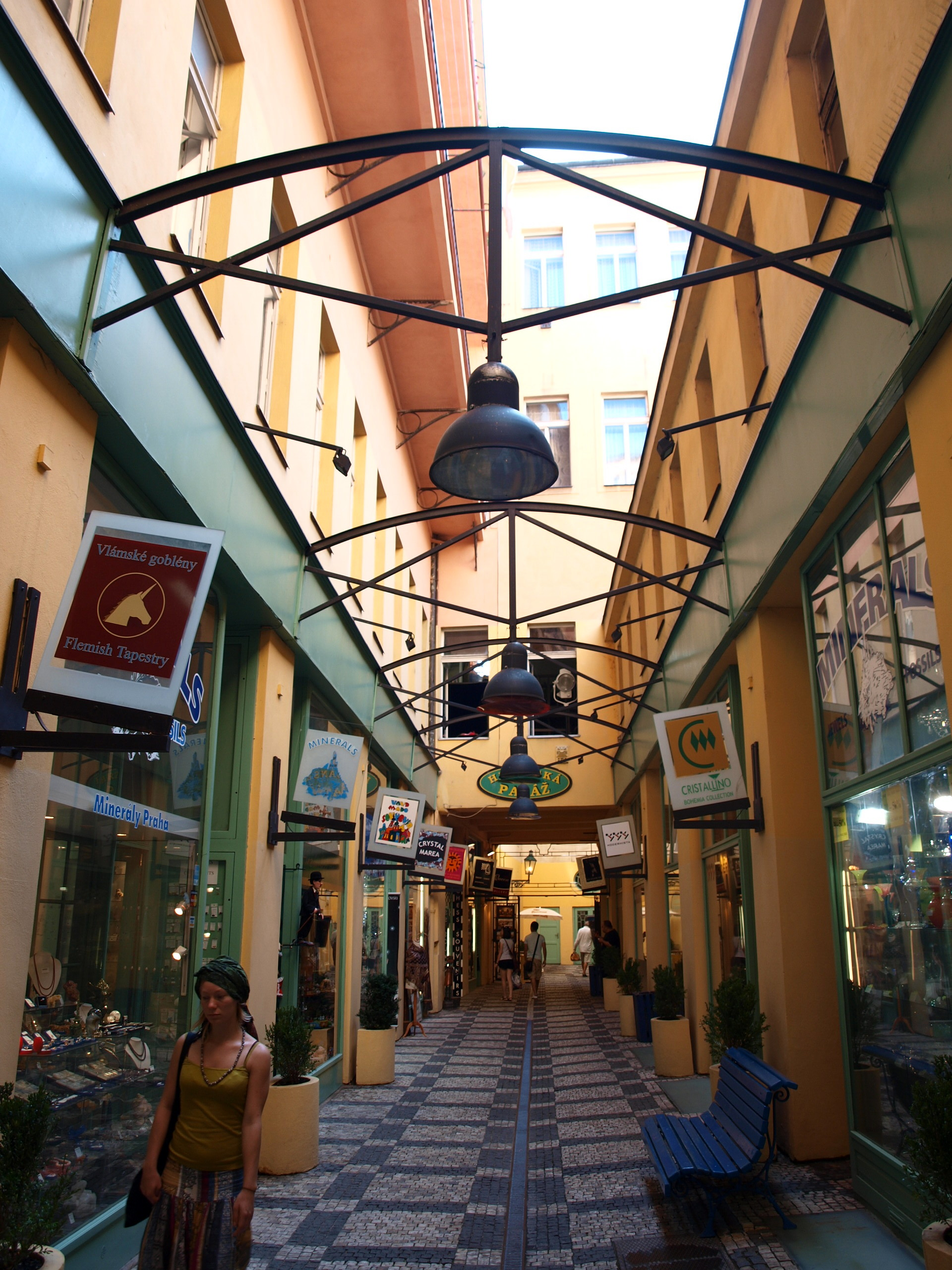
Pasáž paláce
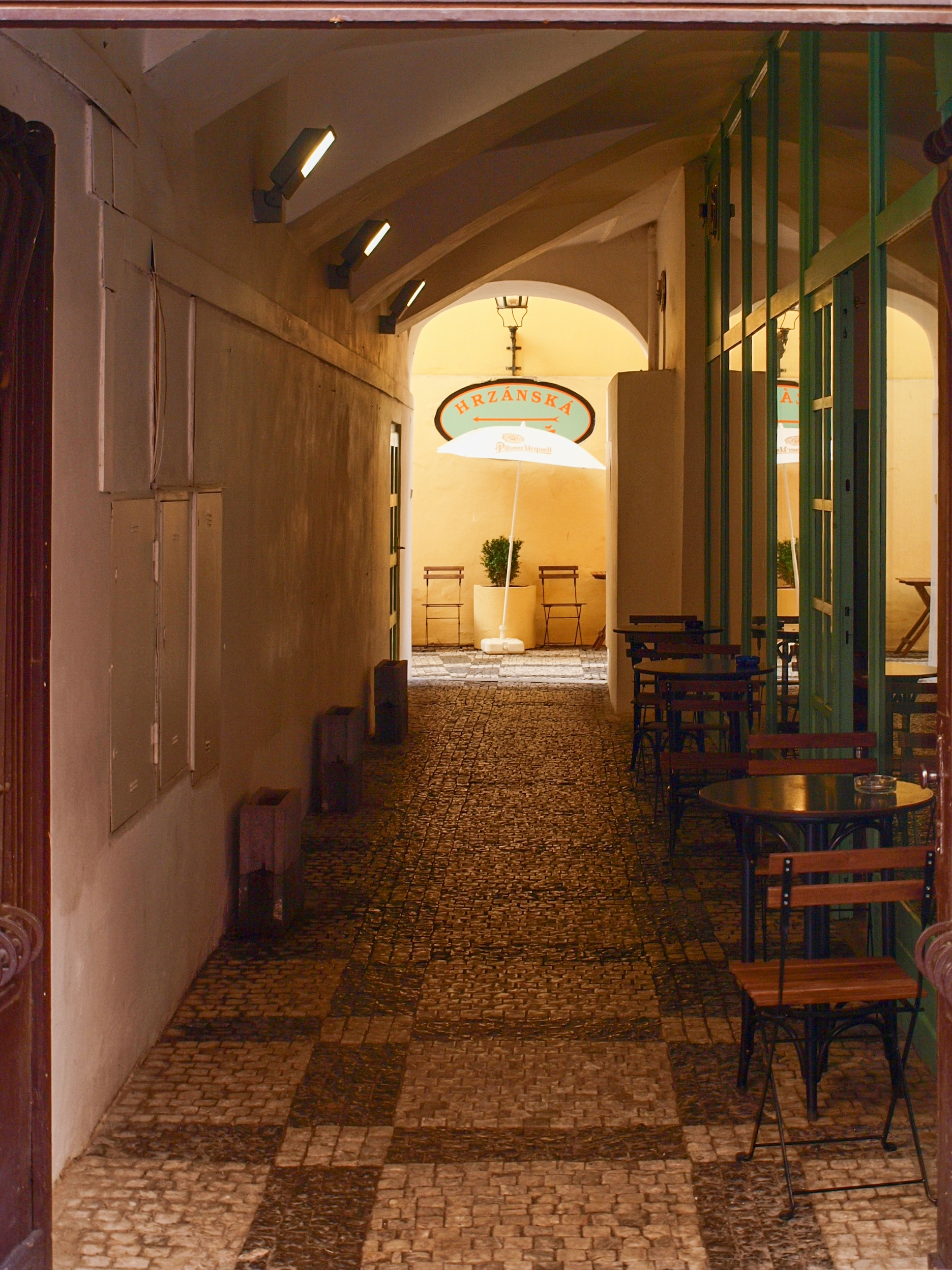
Pasáž paláce
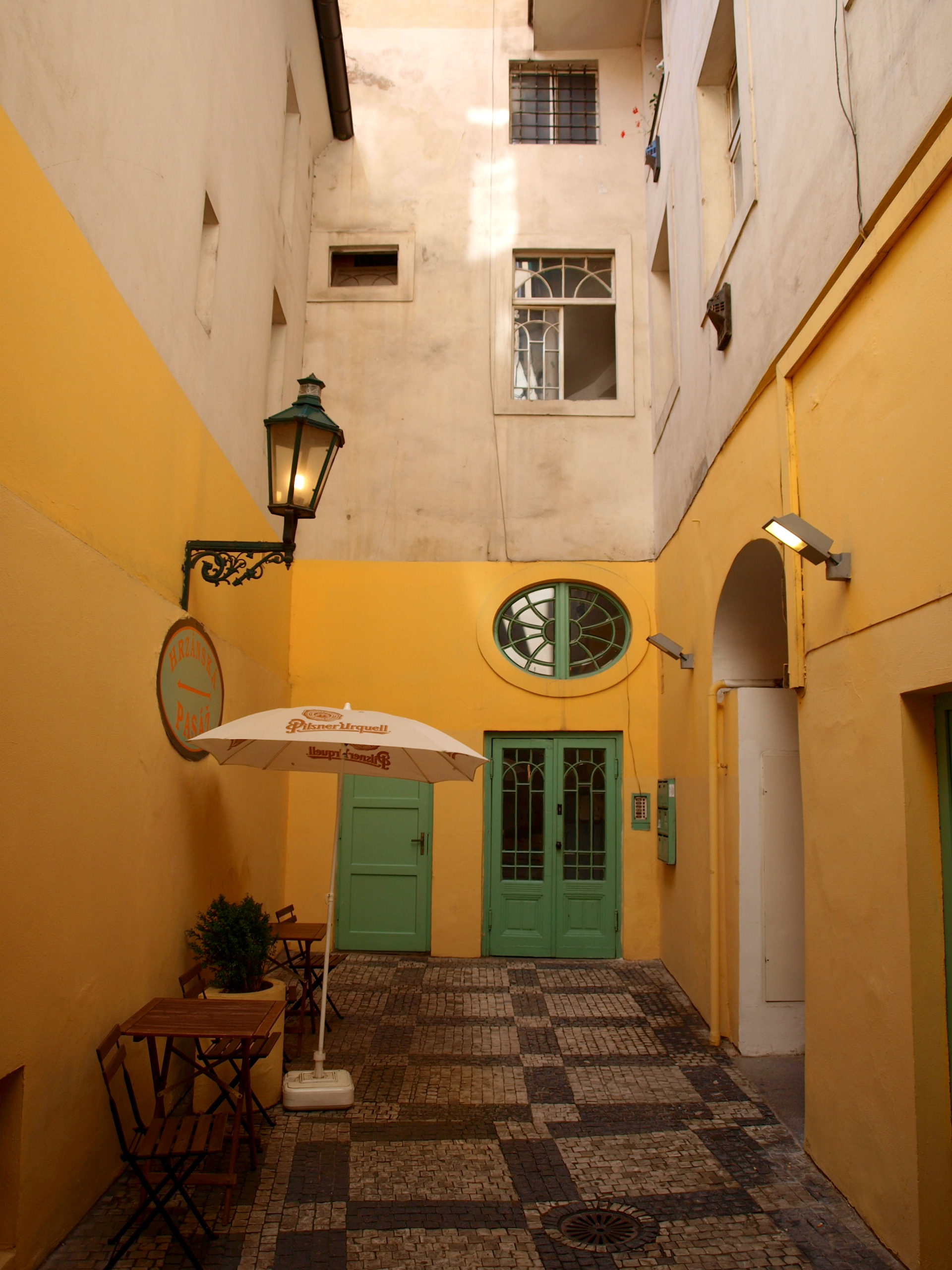
Jeden z dvorků paláce
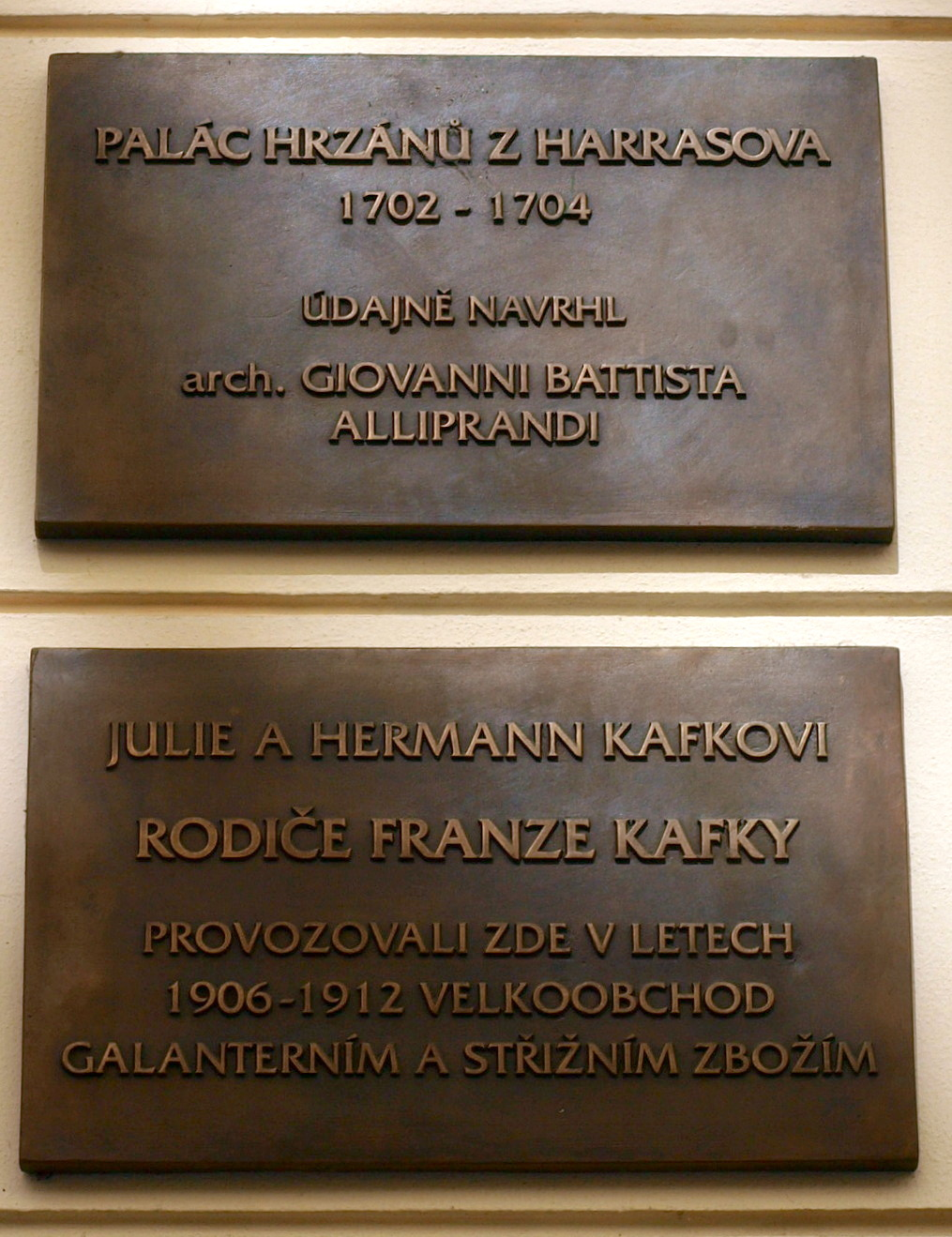
Pamětní desky: Palác, Hermann a Julie Kafkovi
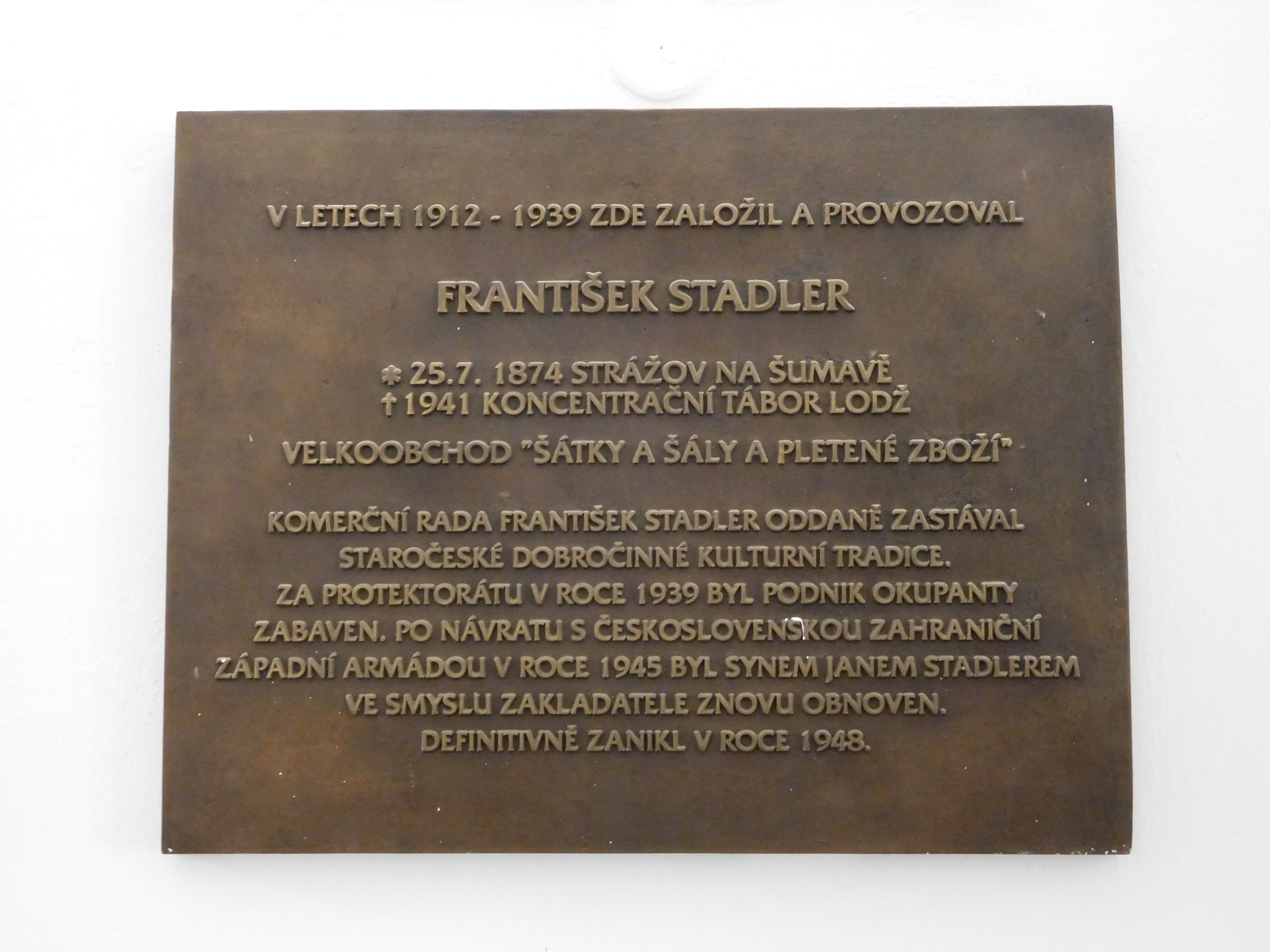
Pamětní deska: František Stadler